# Mythicomyia vulnerata
Mythicomyia vulnerata är en tvåvingeart som beskrevs av Axel Leonard Melander 1961. Mythicomyia vulnerata ingår i släktet Mythicomyia och familjen svävflugor.
Artens utbredningsområde är Kalifornien. Inga underarter finns listade i Catalogue of Life.